# Költészettan
A költészettan, vagy költői írásművek elmélete, latinos nevén poétika (latinul: ars poetica) a költészet elmélete, tudománya. Tárgya tehát a költészet, vagyis az emberi érzésnek és képzeletnek az a nyelvbeli kifejezése, amelynek egyenes célja az emberi érzés és képzelet foglalkoztatása. A poétika a művészettannak, vagyis a gyakorlati esztétikának egy ága, mert a költészet a művészetek közé tartozik – azonban a költészettan az esztétikának csak általános alapvetést köszönhet és nem annyira az ő törvényeit lehet levezetni az esztétika alapfogalmaiból, mint inkább az esztétikai alapfogalmak megállapítására segíthetik az embert a költészet törvényei. (A nem költészeti irodalommal a prózai írásművek elmélete foglalkozik, míg a szerkesztéstan az írásművek általános szabályaival.) Költészet alatt a tartalom értendő, ezért a prózában írt költött művek (pl. regények, novellák) is a költészet körébe tartoznak.

## Jellemzői, története
A költészettan foglalkozik a költészet mivoltával, fejlődésével, fajtáival (műfajok), tartalmi, szerkezeti és formai sajátságaival. A költészet tanulmányának, vagyis a költészettannak célját különböző időkben különféleképpen fogták fel az emberek, és sokáig uralkodott az a felfogás, hogy a költészettan célja az embereket rávezetni a költészetre, a költőknek gyakorlati útmutatást adni, legalábbis irányítóan hatni a költői produkcióra. Az ilyen értelemben felfogott és fejlesztett költészettant nevezik törvényhozó költészettannak. Mivel azonban a költészet forrásvidéke az emberi szellemnek inkább a tudatot megelőző, mintegy a tudat alatti rétegében fekszik és a zseniknek az alkotás szabályait fejtegetni részben felesleges, részben hiú munka, teremtő erőt ebből az elméletből meríteni nem lehet, azért a költészettan később felhagyott ezzel a lehetetlen céllal, és a költői termelést nem előre akarja irányozni, hanem csak utólag magyarázni; nem törvényt akar hozni, hanem csak törvényt nyomozni – tehát a költészettan parancsoló és gyakorlati irány helyett leíró és elméleti irányt vett.
Másik nagy ellentét van a költészettan módszerében, még pedig aszerint, hogy törvényeit felülről, azaz bizonyos alaptételekből törekszenek leszármaztatni, vagy pedig magának a költészet termékeinek, tényeinek és jelenségeinek elemzéséből építik fel. A modern tudományos költészettan az utóbbi úton jár és a költészetet részint lélektani módszerrel törekszik megvilágítani. A legrégibb költészettan Arisztotelésztől maradt fenn, ennek azonban csak az eposzról és a tragédiáról szóló töredékei ismertek. Ennek ellenére Arisztotelész tételei így is rendkívül becses emlékei, sőt alapja a költészettani elmélkedésnek. Az ókor másik híres költészettani kódexe nem elméleti mű, hanem tanköltemény: a római Horatius Ars poeticaja, telve egy szellemes és finom ízlésű műköltő rendkívül éles megfigyeléseivel és gyakorlati tanácsaival. Ez a mű lett másfél ezer év múlva, a reneszánsz idején is a műköltészet és a költői ízlés törvénykönyve. 
Nemcsak a reneszánsz újlatin írói, Joseph Justus Scaliger és Marco Girolamo Vida utánozták terjedelmes tankölteményeikkel, hanem a nemzeti nyelvű irodalmak is klasszikai korszakukban ennek a hatása alatt álltak. Így keletkezett a francia Nicolas Boileaunak (L'art poétique, 1674) és az angol Alexander Popenak (Essay on criticism) egy-egy verses költészettana (magyarul mindkettő az Olcsó Könyvtárban jelent meg a 19. század végén, előbbit Erdélyi János, utóbbit Lukács Móric fordította magyar nyelvre). Különösen Boileau műve európai hatású volt, és mint a törvényhozó költészettan legkitűnőbb példája a francia klasszicizmus álláspontját képviselte. A német költészettani elméletnek Johann Christoph Gottschednak a svájciakkal (Johann Jakob Breitinger és Johann Jakob Bodmer) folytatott nagy irodalmi harca adott lendületet; a svájciak a természetesség, eredetiség eszméjének kifejezésével nagyban hozzájárultak a német ízlés önállóbb fejlődéséhez, és megtörték a törvényhozó költészettan uralmát. 
Rendkívüli jelentőségű volt a modern költészettanra nézve Gotthold Ephraim Lessing elméleti és kritikai munkássága, aki az elméletet ismét Arisztotelésszel kötötte össze és a költészet és festészet mivoltáról, a műfajokról, a drámáról alapvető igazságokat állapított meg. Vele párhuzamban Johann Gottfried Herder a népköltészet tényeit vonta be a költészettani elmélkedés körébe. Friedrich Schiller és Johann Wolfgang von Goethe mint tudatos nagy költők, értékes gondolatokkal gazdagították művészetük elméletét. Az azóta felvirágzó filozófia, esztétika és irodalmi tanulmányok nagy költészettani irodalmat fejlesztettek ki a németeknél. A 18. századi angol gondolkodók közül Henry Home (Elements of criticism) és Hugh Blair (Esztetikai és retorikai leckék, magyarra Kis János fordította), a franciák közül Charles Batteux voltak nagyobb hatással a költészettani gondolkodásra Európában, beleértve Magyarországot is.

## A magyar költészettan

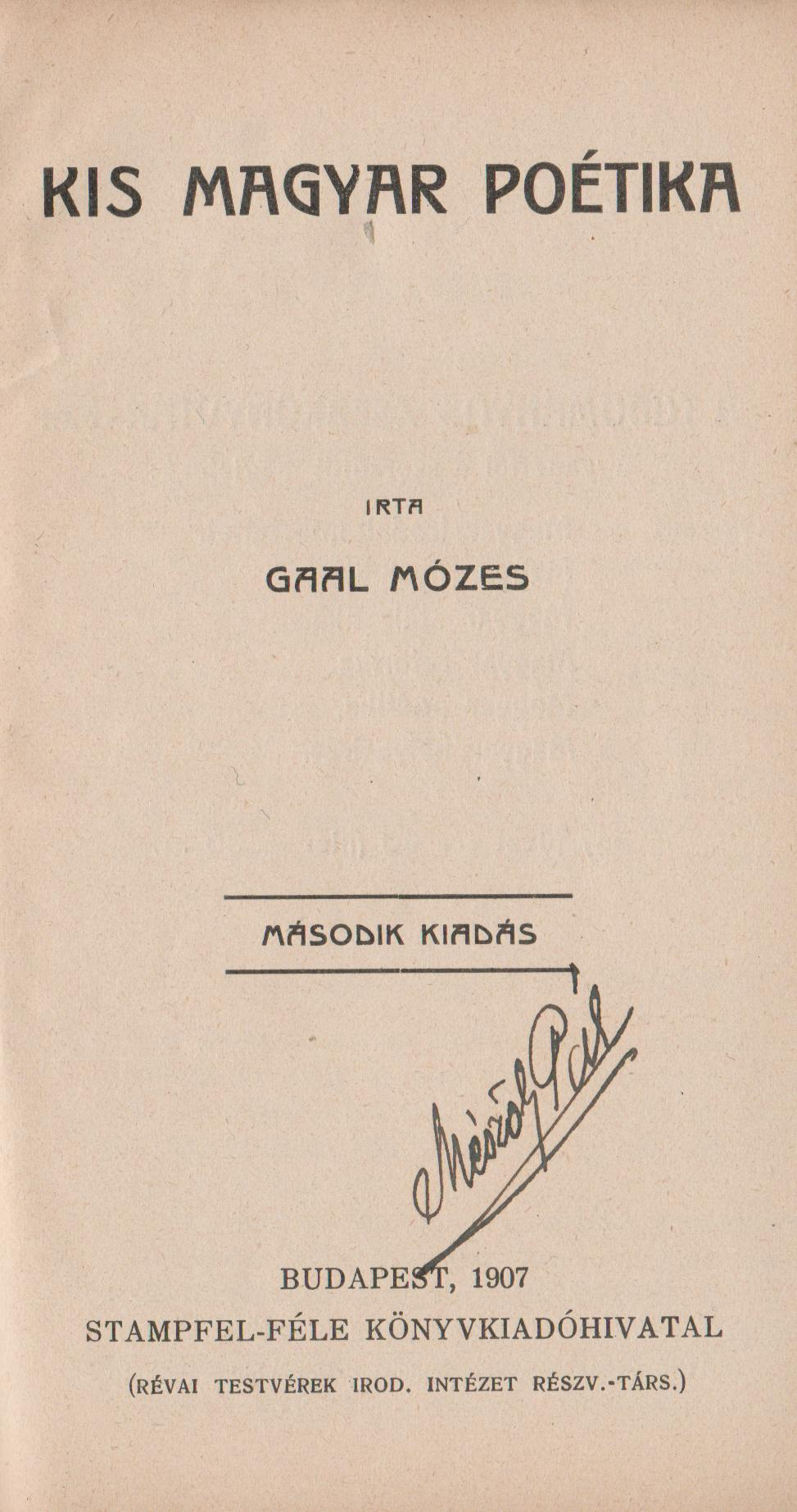
Gaál Mózes: Kis magyar poétika (1907-es kiadás)

A magyar költészettani elmélkedés tulajdonképp a 19. század eleji irodalmi megújulás idején indult meg, részben a hazai szükséglet, részben idegen eszmék hatása alatt. Bessenyei György, Ráday Gedeon, Kazinczy Ferenc, Verseghy Ferenc, Csokonai Vitéz Mihály voltak az első poétikusok. Elméletibb irányt a költészettannal foglalkozás Kölcsey Ferencnél, majd Bajza Józsefnél vett. Magvas tanulmányokban és bírálatokban sok becses gondolatot fejtett ki Erdélyi János. 
Legtöbbnyire kritikusok (Gyulai Pál, Salamon Ferenc) és költők (Arany János) voltak azok, akik a magyar költészettant nevezetes eszmékkel gazdagították. Elméleti írót különösen kettőt kell kiemelni: Greguss Ágostot (Költészettan, Tanulmányok), aki még a dogmatikus irány híve volt és Beöthy Zsoltot (A tragikum stb.), aki könyveiben és az egyetemi tanszéken átélte a modern költészettan nagy átalakulását, amikor e tudományszak történeti és szociális, másrészt lélektani, sőt élettani alapjai annyira nagy mértékben kimélyültek.

## Híres ars poeticák

### A 19–20. századi világlírából
- John Keats: Óda egy görög vázához (1819)
- Théophile Gautier: A Művészet (1852)
- Charles Baudelaire: Az albatrosz (1859), Kapcsolatok (1857)
- Paul Verlaine: Költészettan (1874)
- Walt Whitman: Hallom Amerika dalát (1860)
- Rainer Maria Rilke: Archaikus Apolló-torzó (1908)

### A magyar irodalomból
- Janus Pannonius: Pannónia dicsérete (1465)
- Kazinczy Ferenc: Tövisek és virágok (1811)
- Petőfi Sándor: Dalaim (1846), A XIX. század költői (1847)
- Arany János: Vojtina Ars poétikája (1861), Mindvégig (1877)
- Ady Endre: Góg és Magóg fia vagyok én… (1905), Új vizeken járok (1905), Hunn, új legenda (1913)
- Babits Mihály: A lírikus epilógja (1903), Jónás imája (1939)
- Kosztolányi Dezső: Költő a huszadik században (1931), Esti Kornél éneke (1933)
- József Attila: Thomas Mann üdvözlése (1937), Ars poetica (1937)
- Nagy László: Ki viszi át a Szerelmet (1957)
- Weöres Sándor: Ars poetica. YouTube

## Magyar nyelvű poétikai kézikönyvek

### 1850 előttiek
- Makáry György: Magyar verstan, Egerben, 1842
- Papp Ignácz: Elemi költészettan, segédkönyvül költészetet hallgatók számára, Veszprém, 1846
- Tóth István: Költészettan. Kézi könyvül irta Tóth István, Pest, 1847

### 1850–1900
- Greguss Ágost: Magyar verstan, Pest, 1854
- Könnye Alajos: Magyar verstan s a felolvasás és szavalat alapszabályai, Nagy-Károly, 1856
- Imre Sándor: Magyar mondattan az irály és verstan röv. vázlatával, Debrecen, 1862
- Szabó Károly: Költészettan tanodai s magánhasználatra, Pápa, 1863
- Torkos László: Költészettan. Főgymnasiumok szám, Pest, 1865
- Zerkovitz Szidónia: A magyar irodalom története költészettannal női tanintézetek számára, Budapest, 1874
- Erődy Dániel: Költészettan. Középtanodai és magánhasználatra, Esztergom, 1874
- Maczke Valér: Költészettan, Budapest, 1876
- Erődi Béla: Verstan – Költészettan. Iskolai és magán használatra, Budapest, 1878
- Laky Demeter: Irály- és verstan. gymnásiumi használatra, Budapest, 1878
- Verbőczy István: Költészettan iskolai és magánhasználatra, Pécs, 1878
- Esterházy Kálmánné gróf Bethlen Paulina: Költészettan és történet nők számára, Budapest, Budapest, 1878
- Katinszky Géza: A költészettan alapelemei válogatott mintapéldákkal. Tanitóképző intézetek, polgári iskolák és nőnevelő intézetek számára és magánhasználatra. 2. kiadás, Budapest, 1882
- Dengi János: Magyar verstan. A hangsulyos és időmértékes versek ismertetése középiskolák és magánosok számára, Budapest, 1884
- Négyesy László: Magyar verstan középiskolai segédkönyvül és magánhasználatra, Budapest, 1886
- Neményi Imre: Magyar szerkezet-, irály- és költészettan, a fiú-leány polgári iskolák III. és IV. osztályainak részére, valamint a középtanodai tanuló ifjuság használatára a miniszteri tanterv értelmében, Budapest, 1886
- Névy László: Poetika. A költői műfajok elmélete, középiskolai használatra. 3. kiadás, Budapest, 1887
- Riedl Frigyes: Poetika és poetikai olvasókönyv, Budapest, 1889
- Góbi Imre: Poetika. A költői műfajok ismertetése gymnasiumok és reáliskolák használatára, Budapest, 1889
- Korda Imre: Stylistika és verstan. A gymnasiumok és reáliskolák IV. osztálya számára, Halas, 1889 (→ reprint kiadás: Általános Művelődési Központ-Bibó István Gimnázium-Kiskunhalasi Református Kollégium Szilády Áron Gimnázium, Kiskunhalas, 2000, ISBN 963-00-2669-4)
- Versényi György: Poetika. A költői műfajok elmélete megfelelő olvasmányokkal. Reáliskolák VI., a gymnasiumok VII. osztálya számára írta Versényi György, Budapest, 1890
- Novák Sándor: Költészettan és a magyar nemzeti irodalomtörténet rövid vázlata a polgári és felsőbb leányiskolák IV. osztálya számára, Budapest, 1891.
- Ligárt János: Költészettan, Budapest, 1893
- Pintér Kálmán – Erdélyi Károly: Poetika és olvasókönyv, iskolai használatra, Budapest, 1896
- Toncs Gusztáv – Loós István: Költői olvasmányok. Románcok, balladák és lyrai költemények elméleti bevezetéssel, rendszeres verstannal és magyarázatokkal, gymnasiumi használatra, Budapest, 1897
- Beksits Ignác: Magyar verstan a középiskolák IV–VIII. osztályai számára. Segédkönyvül és magánhasználatra, Budapest, 1897
- Kapossy Lucián: Magyar poetika és olvasókönyv a gymnaisum felsőbb osztályai számára. 2. javitott kiadás, Sárospatak, 1896
- Kulcsár Endre: Magyar stilisztika, olvasmányokkal és a verstan vázlatával. Függelékül polgári ügyiratok szerkesztése, Budapest, 1899
- Brunowszky Rezső: Stilisztika, verstan és a közéletbeli fogalmazványok. Polgáriskolák számára, Budapest, 1899
- Deme Károly: Költészettan és olvasókönyv. A polgári és felsőbb leányiskolák IV. oszt. számára, Budapest, 1899

### 1900–1950
- Váradi Antal: A vers- és költészettan vázlata. Az orsz. m. kir. színművészeti akadémia növendékeinek használatára összeállította Váradi Antal. 2. kiadás, Budapest, 1900
- Koltai Virgil: Poetika és olvasmányok a poetikához. A legujabb miniszteri tanterv szerint gymnasiumok, reáliskolák, felső keresk. iskolák számára és magánhasználatra, Budapest, 1900
- Kiss Ernő: Statisztika és poétika felsőbb leányiskolák és tanitóképzők számára, Budapest, 1900
- Szántó Kálmán: Poetika. A költői műfajok ismertetése. Középiskolák használatára, Budapest, 1901
- Négyesi László: Poétika olvasmányokkal, középiskolák VI. osztálya számára, Budapest, 1901
- Pintér Kálmán – Erdélyi Károly: Poetika és olvasókönyv. Iskolai használatra, Budapest, 1902
- Jakab Ferenc: Irály-, vers- és költészettan. Tanítóképző intézetek II. és III. osztálya számára írta Jakab Ferenc, Győr, 1902
- Bánóczi József: Poetika, retorika és olvasókönyv a tanító- és tanítónőképző-intézetek II. osztálya számára, Budapest, 1905
- Vajda Gyula: Költészettan. (Magyar irodalomtörténeti olvasókönyv II. rész.) A polgári lenáyiskola IV. osztálya anyagának feldolgozásával, Budapest, 1905
- Ember Károly: Irály és költészettan olvasmányokkal, katholikus polgári és felsőbb leányiskolák III. osztálya számára. 2., átdolgozott kiadás, Budapest, 1906
- Hörl Gyula: Poetika a középiskolák VI. osztálya számára, Kalocsa, 1907
- Gaal Mózes: Kis magyar poetika. 2. kiadás, Budapest, 1907
- Neményi Imre: Poétika és irodalomtörténet a polgári leányiskolák IV. osztálya számára. Átdolgozták dr. Benedek Marcell és dr. Lengyel Miklós. Az új polgári leányiskolai tanterv alapján átdolgozott 3. kiadás, Budapest, 1910
- Glósz Ferenc: Stilisztika és verstan a polgári leányiskolák III. osztálya számára, Budapest, 1910
- Biró Gyula – Halász Gyula – Mosdóssy Imre: Poétika, kapcsolatban a magyar irodalom vázlatos történetével. Az új tanterv alapján, Budapest, 1910
- Bilinszky Lajos: Poétika, retorika és olvasókönyv a tanító- és tanítónőképző intézetek II. osztályának, Budapest, 1910
- Bartha József: Poétika a középiskolák VI. osztálya számára, 2. kiadás. Budapest, 1910
- Petri Mór: Költészettan és irodalomtörténeti olvasókönyvvel a polgári leányiskolák IV. osztálya számára. 5. kiadás, Budapest, 1910
- Fröhlichné Kaffka Margit – Istvánffyné Márki Gabriella: Költészettan a magyar nemzeti irodalom történetének rövid áttekintésével. A polgári leányiskolák IV. osztálya számára, különös tekintettel a nemzetiségi vidékek iskoláinak viszonyaira, Budapest, 1910
- Révy Ferenc – Lengyel Miklós: Retorika és poétika, a prózai és költői műfajok magyarázata olvasmányok alapján. 2. rész a felsőbb leányiskolák 5. oszt. számára, Budapest, 1911
- Keményfy K. Dániel: Költészettan és irodalomtörténet olvasókönyvvel. A polg. leányisk. 4. oszt. számára, Budapest, 1912
- Moravcsik Géza: Költészettan középiskolák használatára, Budapest, 1913
- Zlinszky Aladár: Stilisztika és verstan. A magyar stílus mintái és törvényei. A középisk. 4. oszt. számára, Budapest, 1914
- Kis-Erős Ferenc: Poétika, Budapest, 1916
- Sarudy Ottó: Poetika, retorika és olvasókönyv. A tanító- és tanítónőképzőintézetek III. osztálya számára írta és szerkesztette Sarudy Ottó, Budapest, 1917
- Révy Ferenc – Lengyel Miklós: Poétika a leányközépiskolák 6. oszt. számára, Budapest, 1918
- Weszely Ödön: Költészettan és irodalomtörténet, Franklin-Társulat, Budapest, 1927

### 1950–2000
- Horváth János: Rendszeres magyar verstan, Akadémiai Kiadó, Budapest, 1951
- Nagy Miklós – F. Surányi Ibolya: Magyar verstan, Felsőoktatási Jegyzetellátó Vállalat, Budapest, 1960
- Szepes Erika – Szerdahelyi István: Verstan, Gondolat Kiadó, Budapest, 1981, ISBN 963-280-860-6
- Kecskés András – Szilágyi Péter – Szuromi Lajos: Kis magyar verstan, Országos Pedagógiai Könyvtár, Budapest, 1984, ISBN 9636815399
- Szepes Erika – Szerdahelyi István: A múzsák tánca – verstani kisenciklopédia, Akadémiai Kiadó, Budapest, 1988, ISBN 9630546159
- Ferenc Győző: Gyakorlati verstan és verstani gyakorlatok, Nemzeti Tankönyvkiadó, Budapest, 1995, ISBN 9631865614

### 2000 utániak
- Lakócai Gábor: Verstan középiskolásoknak és felvételizőknek, Puedlo Kiadó, Budapest, 2001, ISBN 9639320765
- Hegedűs Géza: A költői mesterség – Bevezetés a magyar verstanba – Bevezetés a magyar nyelvtanban, Fapadoskönyv Kiadó, Budapest, 2010, ISBN 9789632997421